# Ревізов Микола Єгорович
Ревізов Микола Єгорович (1927, Червоні Ключі, Самарська губернія, СРСР — 2004) — ерзянський журналіст, фотохудожник, поет.

## Із біографії
1927 року народився в ерзянському селі Червоні Ключі, зараз Похвістнєвського району Самарської області.
1959 – закінчив  Казахський державний університет.
Працював фотокореспондентом газети «Эрзянь правда», «Молодий ленінець», кореспондентом студії Мордовського телебачення, редактором і фотокореспондентом Комітету телебачення й радіомовлення МАРСР.
1974 - 1991 рр. - фотохудожник Мордовського книжкового видавництва.
2004 року - помер.

## Напрацювання

### Микола Ревізов як фотохудожник
- Фотоальбоми з кольоровими слайдами (перші в Мордовії): «Образотворче мистецтво Мордовії» (1985), «Пам’ятки Мордовії» (1989), «Мордовський народний костюм» (1990), «Федот Сичков».
- Сувенірні альбоми про міста Інсар, Краснослободськ, Ковилкіно, Темников, Ардатов, Рузаєвка.
- Фотокниги «До ста пам'яток Мордовії», «Саранськ – Ботевград» (про міста-побратими), «Побачення з лісом».

### Микола Ревізов як поет
Дві збірки віршів: «Створив поет богиню» і «Щоденник душі моєї». Естетична сутність поезії – єдність понять «людина – кохання – природа».

## Вшанування
Лауреат Державної премії Республіки Мордовія (1994).
Визнання як фотохудожника у країнах: Болгарія, Польща, Фінляндія.